# Slovenská extraliga ledního hokeje 2011/2012
Tipsport extraliga 2011/12 byla 19. sezónou slovenské hokejové extraligy. Slovenská extraliga v tomto roce začala 15. září 2011 a základní část skončila 4. března 2012. Titul z minulé sezony obhajoval tým HC Košice. Mistrem se stal celek HC Slovan Bratislava.

## Systém soutěže
Liga měla, stejně jako v minulém ročníku 11 klubů, z nichž jeden byl tým Slovenský národní tým ledního hokeje do 20 let, který se neúčastnil všech zápasů, ale pouze deseti zápasů před MS juniorů 2012 - nemohl tudíž spadnout ani postoupit do play-off, ale jeho soupeřům se zápasy s ním započítaly do tabulky. Jinak se 10 týmů střetlo každý s každým 6x (3x doma a 3x venku). Celkem tedy 54 kol a jeden zápas s týmem do 20 let (tj. každý tým odehrál celkem 55 zápasů). 1. až 8. tým tabulky poté postoupil do play-off hraného na čtyři vítězné zápasy. Klubu na 9. místě skončila sezóna a na poslední tým čekala baráž s vítězem 1. ligy o setrvání v nejvyšší soutěži.

## Kluby podle krajů
- Bratislavský: HC Slovan Bratislava
- Košický: HC Košice
- Banskobystrický: HC 05 Banská Bystrica, HKm Zvolen
- Trnavský: HK 36 Skalica
- Trenčínský: HK Dukla Trenčín
- Nitranský: HK Nitra
- Žilinský: MsHK DOXXbet Žilina, MHC Mountfield Martin
- Prešovský: HK ŠKP Poprad

## Tabulka Základní části
| Vysvětlivky                               |
| ----------------------------------------- |
| Tým postupující do čtvrtfinále play off   |
| Tým nepostupující do čtvrtfinále play off |
| Sestupujíci do baráže                     |
| Mimo soutěž                               |

| Poř. | Tým                   | Z  | V  | VP | PP | P  | VG  | OG  | B   |
| ---- | --------------------- | -- | -- | -- | -- | -- | --- | --- | --- |
| 1.   | HC Košice             | 55 | 35 | 2  | 1  | 17 | 191 | 130 | 110 |
| 2.   | HK 36 Skalica         | 55 | 33 | 1  | 3  | 18 | 205 | 154 | 104 |
| 3.   | HC Slovan Bratislava  | 55 | 31 | 1  | 7  | 16 | 176 | 138 | 102 |
| 4.   | HK ŠKP Poprad         | 55 | 29 | 4  | 6  | 16 | 187 | 146 | 101 |
| 5.   | HK Dukla Trenčín      | 55 | 22 | 5  | 3  | 25 | 147 | 149 | 79  |
| 6.   | MsHK DOXXbet Žilina   | 55 | 20 | 6  | 5  | 24 | 138 | 164 | 77  |
| 7.   | HKm Zvolen            | 55 | 21 | 4  | 4  | 26 | 135 | 174 | 75  |
| 8.   | HC 05 Banská Bystrica | 55 | 16 | 9  | 9  | 21 | 136 | 138 | 75  |
| 9.   | MHC Mountfield Martin | 55 | 15 | 7  | 4  | 29 | 143 | 186 | 63  |
| 10.  | HK Nitra              | 55 | 13 | 5  | 3  | 34 | 141 | 194 | 49  |
| N    | HK Orange 20          | 10 | 0  | 1  | 0  | 9  | 15  | 41  | 2   |

## Hráčské statistiky základní části

### Kanadské bodování
Toto je konečné pořadí hráčů podle dosažených bodů. Za jeden vstřelený gól nebo přihrávku na gól hráč získal jeden bod.
| Poř. | Hráč             | Tým                  | Z  | G  | A  | B  | TM  | +/- |
| ---- | ---------------- | -------------------- | -- | -- | -- | -- | --- | --- |
| 1.   | Žigmund Pálffy   | HK 36 Skalica        | 48 | 26 | 57 | 83 | 76  | 61  |
| 2.   | René Školiak     | HK 36 Skalica        | 54 | 20 | 42 | 62 | 114 | 38  |
| 3.   | Martin Kuľha     | HK ŠKP Poprad        | 53 | 31 | 21 | 52 | 70  | 39  |
| 4.   | Jan Hruška       | HK 36 Skalica        | 55 | 25 | 27 | 52 | 28  | 36  |
| 5.   | Miroslav Šatan   | HC Slovan Bratislava | 49 | 23 | 29 | 52 | 127 | 35  |
| 6.   | Peter Sivák      | MsHK DOXXbet Žilina  | 55 | 25 | 27 | 52 | 28  | 36  |
| 7.   | Ľubomír Vaic     | HK ŠKP Poprad        | 54 | 18 | 33 | 51 | 59  | 22  |
| 8.   | Petr Obdržálek   | HK 36 Skalica        | 52 | 16 | 34 | 50 | 12  | 36  |
| 9.   | Richard Rapáč    | HK ŠKP Poprad        | 45 | 20 | 27 | 47 | 82  | 30  |
| 10.  | Miroslav Zálešák | HC Košice            | 54 | 15 | 32 | 47 | 36  | 19  |

## Play off

### Čtvrtfinále
- HC Košice - HC 05 Banská Bystrica 4:1 na zápasy (4:3 PP, 4:3, 0:1, 3:1, 2:1)
- HK 36 Skalica - HKm Zvolen 2:4 na zápasy (3:4, 3:0, 2:4, 2:4, 3:1, 1:5)
- HC Slovan Bratislava - MsHK DOXXbet Žilina 4:1 na zápasy (3:2, 4:2, 1:3, 5:2, 8:2)
- HK ŠKP Poprad - HK Dukla Trenčín 2:4 na zápasy (5:0, 4:5, 1:4, 0:3, 2:1, 1:6)

### Semifinále
- HC Košice – HKm Zvolen 4:0 na zápasy (7:4, 6:2, 6:1, 5:3)
- HC Slovan Bratislava – HK Dukla Trenčín 4:0 na zápasy (5:4 PP, 6:4, 6:2, 4:3)

### Finále
- HC Košice - HC Slovan Bratislava 3:4 na zápasy (2:5, 4:2, 3:1, 1:2, 2:1 P, 3:6, 1:2 PP)

## Baráž o extraligu
Vzhledem k tomu, že 1. ligu vyhrál tým HC 46 Bardejov, který je úředně veden jako B-tým celku HC Košice a nemohl tudíž podle regulí svazu usilovat o postup, poslední tým extraligy - HK Nitra se v extralize zachránil bez boje.